# جيل لابوج
جيل لابوج (بالفرنسية: Gilles Lapouge)‏ (1923 - 2020)، هو كاتب وصحفي فرنسي.
ولد يوم 7 نوفمبر 1923 بمدينة ديجني ليس باينس، نشأ في الجزائر حيث كان والده عسكريًا. بعد دراسة التاريخ والجغرافيا أصبح صحفيًا. وفي عام 1950 انتقل إلى البرازيل، عمل لمدة ثلاث سنوات في صحيفة أو إستاداو دي ساو باولو البرازيلية، حيث ظل مراسلًا في فرنسا لأكثر من أربعين عامًا. وكان يعمل في صحف لو موند ولو فيغارو وكومبات.
توفي يوم 31 يوليو 2020 بمدينة باريس

## من مؤلفاته
- كتاب: «قاموس عاشق للبرازيل» نشر عام 2011 (في إطار سلسلة (قاموس عاشق لـ...) التي تصدرها دار نشر (بلون في باريس،)).[6]
- وكتب أخرى كثيرة...